# Elytraria cubana
Elytraria cubana là một loài thực vật có hoa trong họ Ô rô. Năm 1938 Emery Clarence Leonard mô tả loài mới theo mẫu vật số 2948 do J. A. Shafer thu thập tháng 11 năm 1909 tại đông nam Holguín, tỉnh Oriente (hiện nay thuộc tỉnh Holguín), Cuba và ông đặt danh pháp cho nó là Elytraria crenata. Tuy nhiên, danh pháp này đã được Martin Henrichsen Vahn dùng từ năm 1804 để chỉ loài sinh sống tại Ấn Độ, mà năm 1782 Carl Linnaeus con đặt danh pháp là Justicia acaulis, nay là Elytraria acaulis.
Năm 1956 Brother Alain đặt lại danh pháp cho loài tại Cuba là Elytraria cubana.

## Phân bố
Cuba.